# Mali Vrh, Šmartno ob Paki
Mali Vrh este o localitate din comuna Šmartno ob Paki, Slovenia, cu o populație de 360 de locuitori.